# المسيحية في تايوان

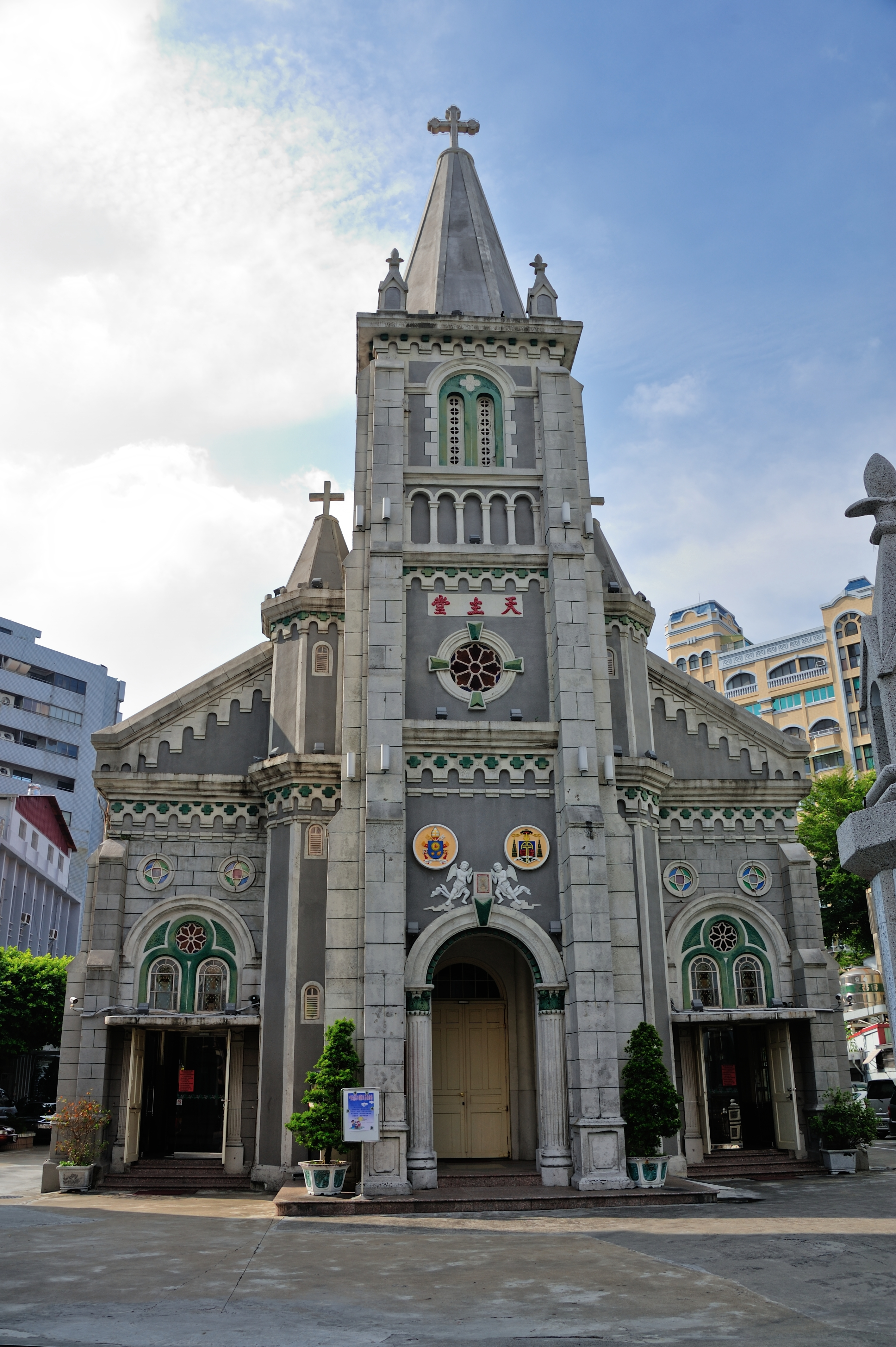
بازيليكا السُبحة المقدسّة الكاثوليكيَّة في مدينة تايبيه.

تُعتبر المسيحية في تايوان من الأديان الرئيسية، ووفقاً للأرقام التي قدمها التعداد الوطني عام 2005 يُشكل المسيحيين أكثر من 3.9% من مجمل سكان تايوان. ويشمل تعداد المسيحيين في الجزيرة حوالي 600,000 من البروتستانت وحوالي 300,000 من الكاثوليك. على الرغم من وضعها كأقلية، كان للمسيحية تأثير غير متناسب على ثقافة الجزيرة وتطورها؛ كما لعبت الكنيسة المشيخية دورًا سياسيًا هامًا في تايوان فقد دعمت الكنيسة المشيخية الحركة الديمقراطية في تايوان وانتمت العديد من العائلات السياسيّة العريقة في تايوان للكنيسة المشيخية. كما أنَّ هناك أربعة من أصل سبعة رؤساء لتايوان من المسيحيين وهم شيانج كاي شيك، وتشيانغ تشينغ كو، وما يينغ جيو ولي تنغ هوي.
يعود الوجود المسيحي في الجزيرة إلى الحقبة الاستعمارية الهولندية في عام 1624، وتكاثرت البعثات التبشرية المسيحية في البلاد عقب شقّ الدول الأوروبية المستعمرة طريقها إلى الصين في القرنين التاسع عشر والعشرين. في الآونة الأخيرة تُعتبر المسيحية في كل من اليابان وسنغافورة وتايوان، من الديانات الأكثر انتشارًا وازديادًا. وشهدت المسيحية نموًا قويًا في عقد عام 1950، وظلت العضويَّة ثابتة نسبيًا في عقد 1970. وتشير التقديرات الأخيرة إلى أن نسبة المسيحيين تصل إلى حوالي 4.5% من السكان. وبسبب التبشير بين التايوانيون الأصليون أو الفورموسانيون منذ القرن العشرين، يعتنق حالياً 70% من التايوانيون الأصليون المسيحية ديناً.

## تاريخ

### العصور المبكرة

#### فورموسا الهولندية

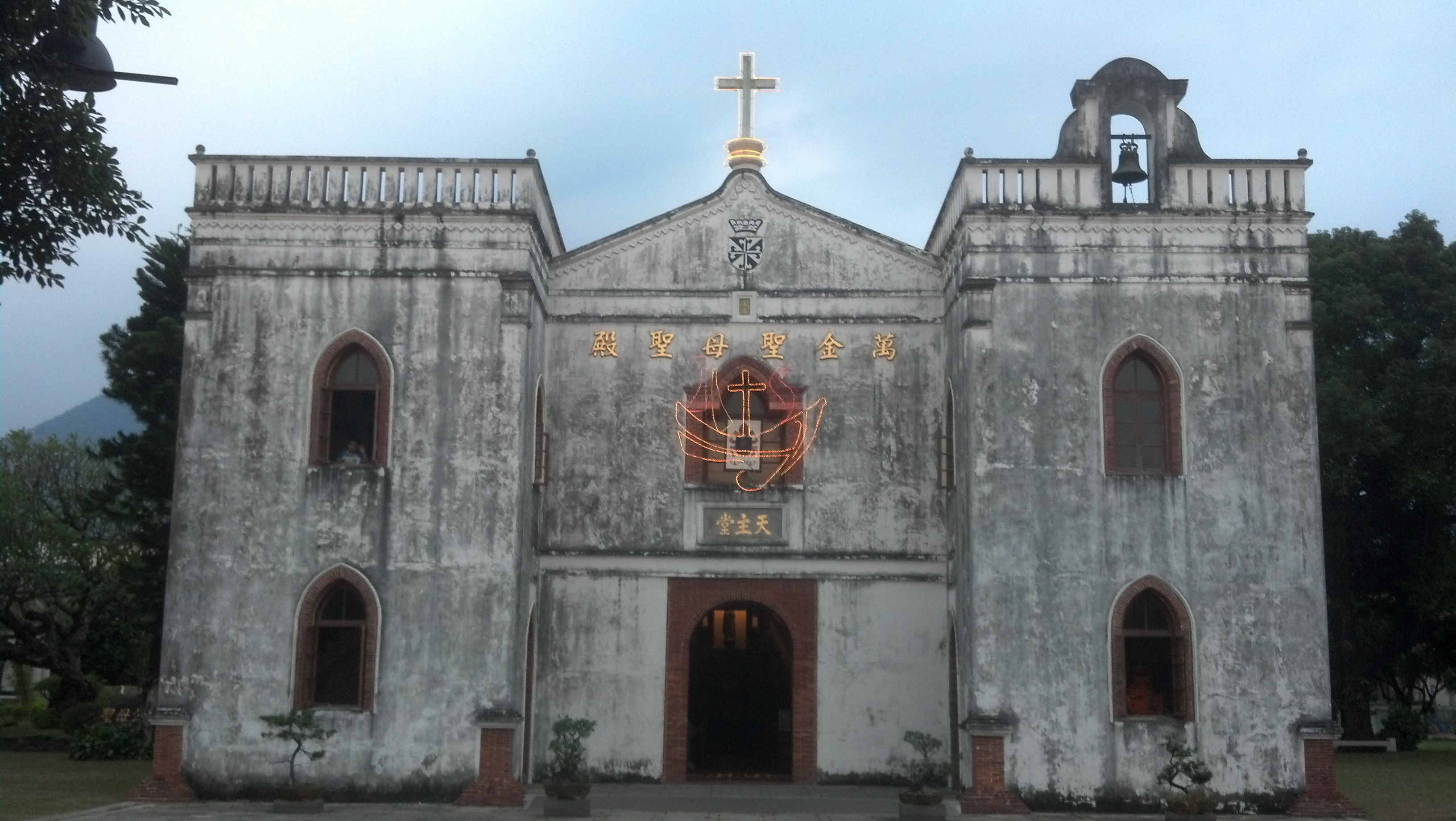
كنيسة وانشين في مقاطعة بينغتونغ.

كانت تايوان فورموسا محطة للتبشير المسيحي منذ بداية وصول البعثات التبشيريَّة، ومع وصول شركة الهند الشرقية الهولندية في جنوب تايوان في عام 1624 ووصول القوات الإسبانية في الشمال لمدة سنتين دخلت المسيحية لأول مرة إلى الجزيرة. ومع ذلك، فإن هذا المفهوم الجديد للدين لم يُتقبل بشكل جيد مع السكان المحليين والذين واجهوا صعوبة في تقبّل المفاهيم الغربية أو الأجنبية. وعينت الكنيسة المصلحة الهولندية عدة رجال دين للقدوم إلى تايوان للتبشير بين السكان، في حين كان أهمهم وأنجحهم جورجيوس كانديديوس وروبرتوس جونيوس وأنطونيوس هامبروك، بقيت المسيحية أقلية بين السكان المحليين في الجزيرة. ولم يجلب المبشرون الهولنديون الأوائل المسيحية إلى تايوان فحسب، بل قدموا أيضًا بمساهمات بارزة في التعليم والصحة والزراعة. وقام المبشرين الهولنديين بتعلم لغات السكان الأصليين، وطوروا أشكالًا من الحروف اللاتينية وبدؤوا في ترجمة المواد التعليمية مثل التعاليم الدينية وكتب الصلاة وأجزاء من الكتاب المقدس. بعد بضع سنوات، تحولت عدة قرى من السكان الأصليين إلى المسيحية. أدرك المبشرون الهولنديون، مع ذلك، أن التغيير الدائم لن يكون ممكناً إلا إذا تم تعليم السكان الأصليين الديانة المسيحية منذ الطفولة. لذلك أقاموا مدارس في قرى السكان الأصليين وعلّموا القراءة والكتابة وأساسيات الإيمان المسيحي. في نهاية العهد الهولندي كانت هناك مدارس في العديد من قرى السكان الأصليين، وكان نصف سكان هذه القرى قادرين على تلاوة التعليم المسيحي. ومن أجل ضمان تأثير المسيحية في تايوان، حاول المبشرون الهولنديون أيضاً تثبيت القيادة المحلية، وتثقيف رجال الدين المحليين من السكان الأصليين وحتى إنشاء مدرسة دينية في الجزيرة. وكان المبشرون الهولنديون يعملون بشكل وثيق مع الحكومة الهولنديَّة وكان عليهم الأداء في القرى أيضاً «وظائف شبه حكومية».
حاول الهولنديون أيضًا تبديل ديانة السكان إلى المسيحية، وكبح معالم الثقافة المحلية والتقاليد التي لم يجدوها مناسبة، مثل صيد الرؤوس والإجهاض القسري والتعري العلني والزنى. في نهاية الحكم الهولندي عام 1662 كان هناك حوالي 17,000 من المتحولين للبروتستانتية في تايوان وكان نجاح المهمة بقدرات وقوى بشرية محدودة أمراً مفاجئاً. ويرى بعض المؤرخين أن هذا النجاح التبشيري يرجع أساساً إلى قوة وسلاح الهولنديين، وضعف النظام الديني للسكان الأصليين الذي يقوم على القوى والأرواح، في حين رأى مؤرخون آخرون سبب النمو في شخصية وإيمان وحماسة القساوسة الهولنديين، الذين كانوا من ناحية يعتمدون على القوة الاستعمارية، لكنهم من ناحية أخرى كانوا بعيدون بما يكفي عن المقر الهولندي في باتافيا، حتى لا يرتبطوا بالتأثير السياسي والتجاري الهولندي. ومع ذلك يتفق المؤرخين أنه في نهاية الحكم الهولندي كانت توجد كنيسة مسيحية متنامية وحيوية بين السكان الأصليين. ومنذ عام 1662، طُردَ المبشرون الهولنديون من تايوان خلال حكم أسرة مينغ وذلك خلال المقاومة ضد المانشو.

#### فورموسا الإسبانية

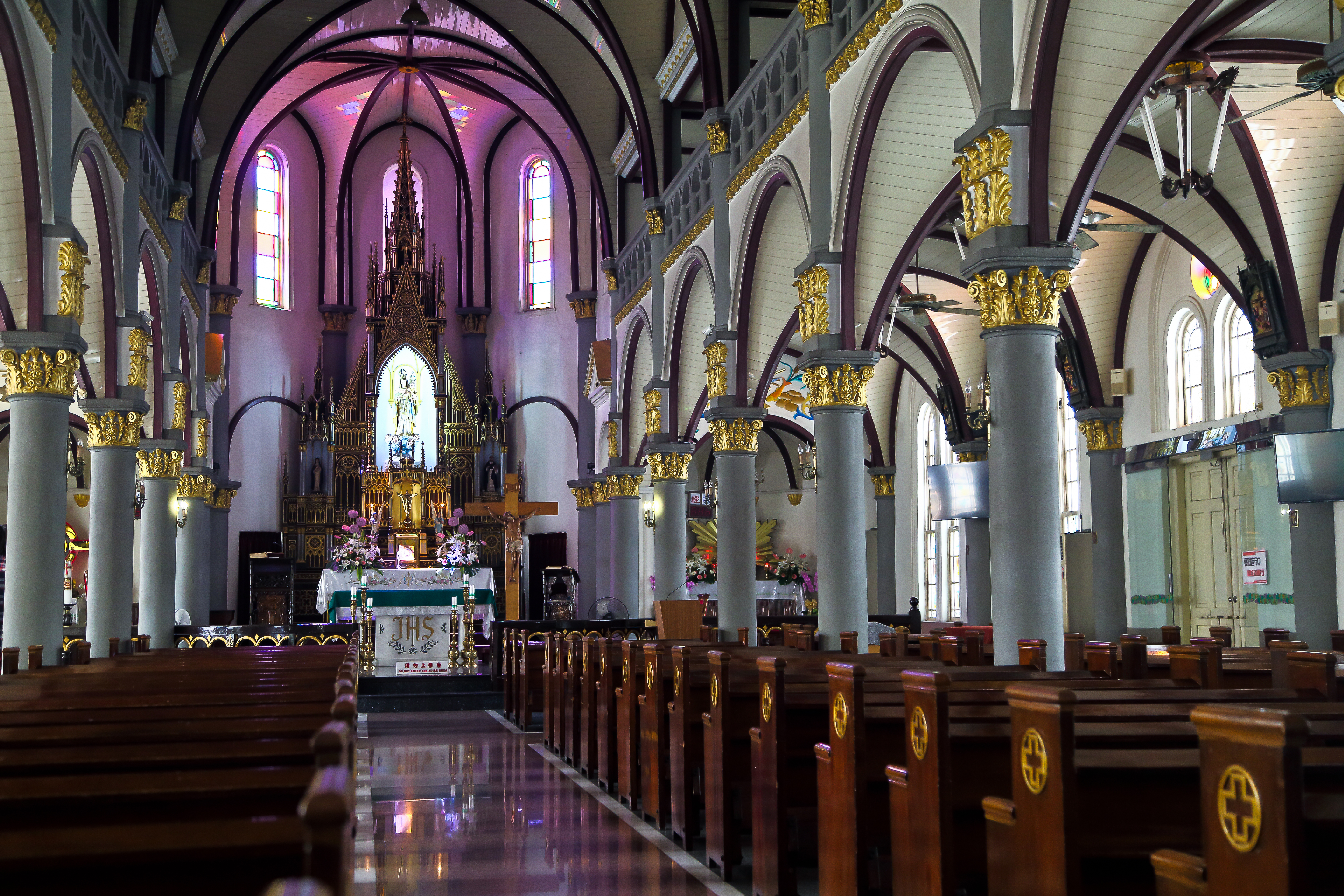
داخل بازيليكا السُبحة المقدسّة في مدينة تايبيه: أقدم كنيسة كاثوليكية في تايوان.

خلال القرن السابع عشر كان هناك صراع بين جمهورية هولندا والإمبراطورية الإسبانية؛ فمن الناحية الأيديولوجية، تم التعبير عن الصراع في كون القوى الأيبيرية كاثوليكية، بينما أثناء التطور التجاري لإنجلترا وهولندا، كان كلاهما قد فصل مؤسساتهما الدينية عن روما البابوية. خلال الفترة الهولندية حاول الإسبان إنشاء قاعدة في شمال شرق تايوان، وفي عام 1626 جاء الإسبان من مانيلا واستقروا في كيلونغ. ولقد حاولوا كسر الهيمنة الهولندية في المنطقة، وقامت بجذب التجار الصينيين وإنشاء قاعدة للعمل في الصين. لكن المسعى الإسباني لم ينجح كما كان متوقعاً. حيث لم يكن هناك سوى عدد قليل من التجار الصينيين الذين انجذبوا للقدوم إلى المنطقة، وكانت العلاقات مع السكان الأصليين صعبة، وتسبب المناخ في سوء حالة الإسبان الصحيَّة. لذلك، سرعان ما بدأ الأسبان في تقليص وجودهم في تايوان. أخيرًا في عام 1642 هاجم الهولنديون المستوطنة بحوالي 500 جندي وتمكنوا من طرد الإسبان من تايوان دون مقاومة تذكر. عندما أسس الإسبان موقعهم في تايوان، بدأ الرهبان الدومينيكان أيضاً عمل الإرسالية الرومانية الكاثوليكية بين قبائل السكان الأصليين في شمال شرق تايوان. ومع ذلك، لم يتطور عمل الإرسالية الكاثوليكية كما كان متوقعًا وأدى ذلك إلى بعض التداخلات في الحروب بين القبائل الأصلية. وواجه بعض المبشرين الكاثوليك عداءً شديداً وقُتلوا أخيرًا على يد السكان الأصليين. عندما طرد الهولنديون الإسبان، اضطر المبشرون الكاثوليك إلى مغادرة الجزيرة. لا يوجد الكثير من المعلومات حول عمل المبشرين الكاثوليك، باستثناء بعض التقارير التي تفيد بأن عدة قرى قد تحولت إلى المسيحية وأن هناك حوالي 4,500 من المتحولين من السكان الأصليين.

### تايوان تحت حكم تشينغ (1683–1895)

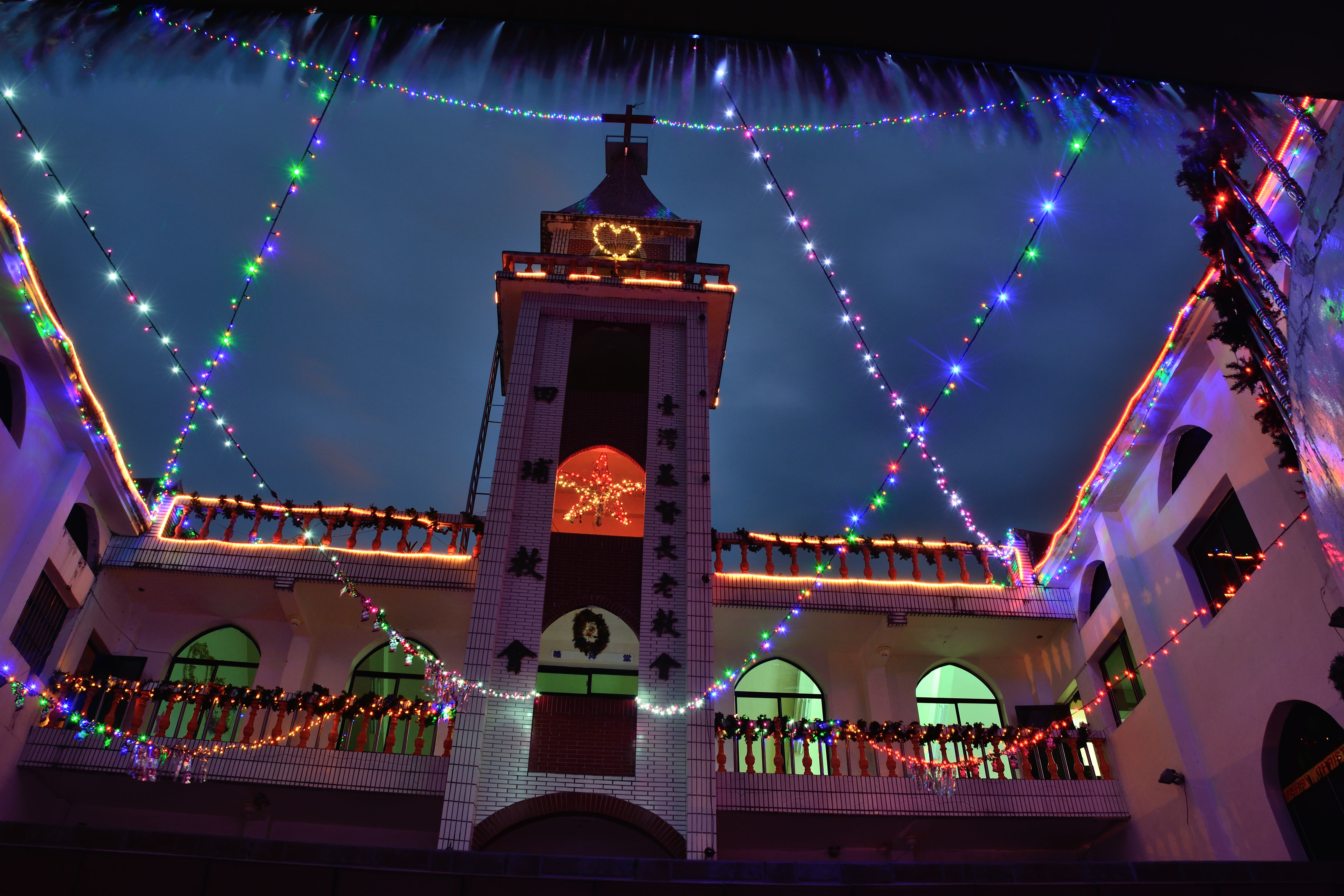
كنيسة مشيخية في مقاطعة هسينشو.

يمثل استيلاء عشيرة زينغ على تايوان داية فترة 200 عام من اضطهاد المسيحيين، وعندما هُزم الهولنديون، قُتل العديد من المسيحيين المحليين بوحشية مع القساوسة الهولنديين. وتحت حكم سلالة تشينغ الحاكمة كانت الصين متشككة ضد أي تأثير أجنبي، لذلك تم تنظيم التجارة بشكل صارم ولم يُسمح لأي غربي، بما في ذلك المبشرون، بالاستقرار في المدن الصينية. ولم تتغير هذه السياسة حتى نهاية حرب الأفيون الأولى عام 1842. ولم تتحسن الأوضاع بالنسبة للمسيحيين الذين تعرضوا للاضطهاد في عهد حكام زينغ. في القرن الثامن عشر ظهر جدل وقضية الطقوس الصينية، إذ سمح المبشرين الكاثوليك من اليسوعيين للصينيين الذين اعتنقوا الدين الجديد بالاستمرار في بعض طقوس عبادة الأجداد، وممارسة بعض التقاليد الكونفوشيوسية التي تعودوا عليها. ولذلك فقد اعتقد البابا ان اليسوعيين تساهلوا أكثر من اللازم، أدت القضية إلى تحريم المسيحية من قبل الإمبراطور الذي جاء بعد كنغسي عام 1714. وبعد أقل من عشرين سنة على ذلك، أكد البابا بنديكت الرابع عشر على الرأي السابق بشأن الأعراف الصينية، وأنهى كل نقاش حولها. ومع عودة الدومنيكان إلى الجنوب من تايوان في عام 1800، بدأت عودة ظهور الدين المسيحي. لكن هذه المرة، وبدأت المسيحية تترسخ في تايوان، وانتشرت تدريجيًا إلى الشمال من تايوان.
انغلقت الصين وتايوان تحت حكم تشينغ على نفسها وقطعت علاقاتها مع العالم الخارجي منذ القرن السابع عشر وطيلة عهدها بقيت الصين على الحال سالف الذكر حتى شقّت الدول الأوروبية المستعمرة طريقها إليها بالقوة في القرنين التاسع عشر والعشرين، فزاد ذلك حالتها سوءًا وتأخرًا. تكاثرت البعثات التبشرية المسيحية في البلاد عقب شقّ الدول الأوروبية المستعمرة طريقها إلى الصين بالقوة في القرنين التاسع عشر والعشرين، ودخل الآلاف من الصينيين إلى الديانة المسيحية خصوصًا إلى المذهب الكاثوليكي والبروتستانتي. وترجمت الكتب المسيحية المختلفة والكتاب المقدس إلى اللغة الصينية. في النصف الثاني من القرن التاسع عشر قامت الكنيسة الأرثوذكسية بخطوات واسعة في مجال التبشير في الصين، حيث أرسل للبلاد الكثير من رجال الدين والوعاظ الروس. تزامن ذلك مع ترجمة الكثير من الكتب الروحية والدينية المسيحية للغة الصينية. كان انفتاح الصين بداية جديدة لتاريخ المسيحية من جديد في تايوان وسرعان ما وصل المبشرون الأوائل إلى الجزيرة. في عام 1860 جاءت مجموعة صغيرة من المبشرين الرهبان الدومينيكان من الفلبين من أجل إعادة تأسيس عمل الإرسالية الكاثوليكية. وفي نفس العام زار الجزيرة وفد إنجليزي صغير من أتباع الكنيسة المشيخية وقاموا بإنشاء بعثة مشيخيَّة في تايوان، أخذ نمو المسيحية منعطف هام مع قدوم المبشرين من الكنيسة المشيخية خلال 1860، والذين ساهموا في إنشاء المدارس التايوانية والمرافق الطبيَّة والمستشفيات. وكان المبشرون البارزون والمؤثرون في هذه الفترة الرائدة هم الدكتور جيمس ليدلو ماكسويل (1865-1885) وويليام كامبل (1871-1917) وجورج ليزلي ماكاي (1872-1931).

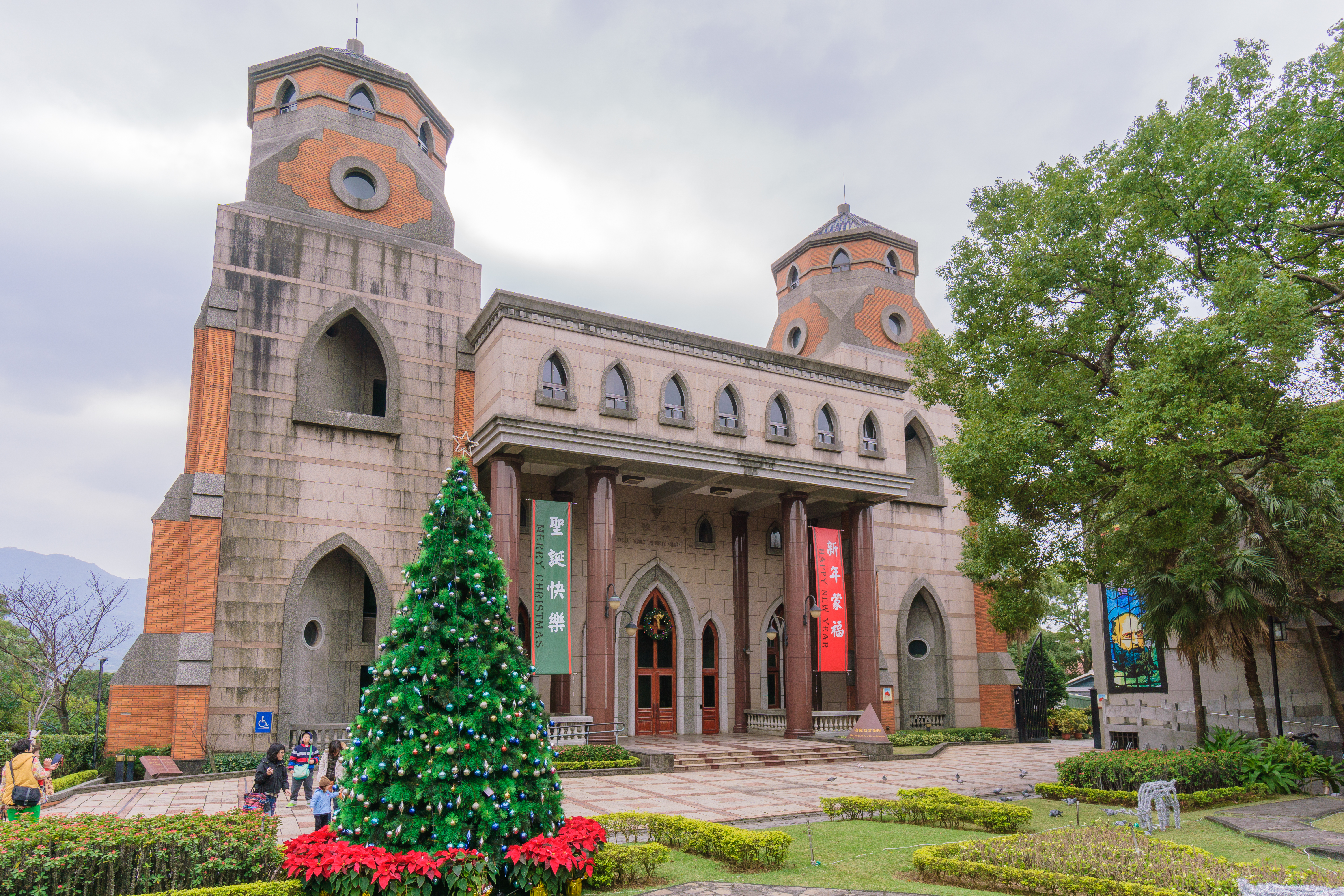
كاتدرائية جامعة إيثيا المشيخية؛ بُنيت عام 1882.

لم يتم استقبال جهود المبشرين في البداية بشكل جيد من قبل السكان المحليين وقد تعرضوا للشك والعداء والاضطهاد. وكاد بعض المبشرين الأوائل أن يُقتلوا، كما تم إحراق المراكز التبشيرية والكنائس عدة مرات على أيدي حشود غاضبة من السكان المحليين. ومع ذلك، فإن هذا الاستقبال السيء لم يكن بسبب كراهية الدين المسيحي نفسه، بل كان تعبيراً عاماً عن كراهية الأجانب. لكن مع مرور الوقت أصبح السكان المحليون أكثر أكثر ودية تجاه المبشرين والدين المسيحي، يعود ذلك إلى قيام المبشرين ببناء العديد من المستشفيات وساهموا كثيراً في تطوير الخدمات الاجتماعية المختلفة في الجزيرة، مثل إنشاء أول مدرسة للتدريب الطبي للطلاب الصينيين. وكان المبشرون المسيحيون مقتنعين بأن أعضاء الكنيسة يجب أن يكونوا قادرين على قراءة وفهم الكتاب المقدس من أجل البقاء مخلصين للدين المسيحي، لهذا السبب استثمروا الكثير لتعليم المسيحيين التايوانيين، وطوروا شكلاً بالحروف اللاتينية للغة مينان من أجل تجنيب الناس العملية الشاقة لتعلم الأحرف الصينية، وشجعوا تعليم النساء في سن الشيخوخة وافتتحوا مدرسة للفتيات، وقاموا بترجمة الكتاب المقدس، وأنشأوا مرافق طباعة للأدب المسيحي والصحف الكنسيَّة. وأنشأ المبشرون كليات لتدريب العمال المحليين في الكنيسة المسيحية، والتي أصبحت أيضًا أساسًا للتعليم العالي في تايوان. لذلك، وضع المبشرون المشيخيون في تايوان تحت حكم تشينغ أساسًا دائمًا لمزيد من التطور للمسيحية في تايوان. كما كان لها تأثير مستدام على المجتمع التايواني، حيث أنَّ العديد من المؤسسات والمستشفيات والكليات المسيحية موجودة حتى اليوم، كما كان لعدد من المبشرون في هذه الفترة قيمة في التاريخ التايواني.

### العصور الحديثة

#### الحكم الياباني (1895–1945)

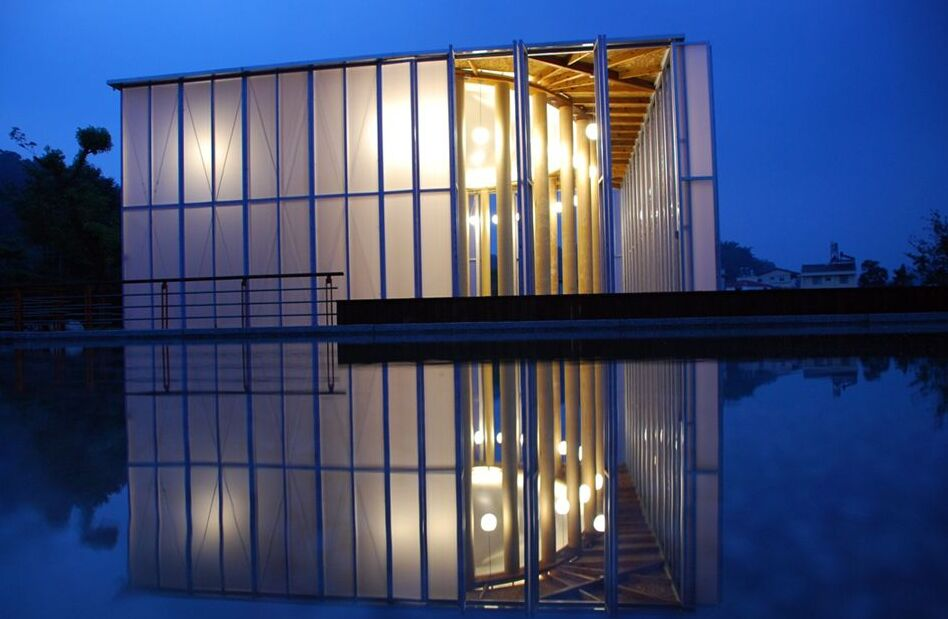
كاتدرائية القبة البروتستانتيَّة في مقاطعة نانتو.

كان وضع المسيحيون في تايوان تحت الحكم الياباني صعباً، واحتل الجنود اليابانيون بعض الكنائس واستخدموها لأغراض عسكرية. ووفقاً للمؤرخ روبنشتاين أُعدمَ حوالي 700 مسيحي أو قُتلوا أو طُردوا، لأن الصينيين الثوريين المعادين للمسيحية استخدموهم ككبش فداء ورووا قصصًا غير صادقة عنهم للمسؤولين اليابانيين. لاحقاً ووفقاً للمؤرخ روبنشتاين لاحظ المسؤولون اليابانيون أن المسيحيين كانوا مواطنين صالحين ويعملون بجد ولذلك كانوا يفضلونهم أحياناً. حتى أن الحكم الياباني ساعد المسيحيين في بعض الأحيان وقاموا بحماية المسيحيين من هجمات الصينيين الثوريين، كما كان للكنيسة المشيخية امتياز اجتماعي حيث أن الحكام اليابانيين لم يسمحوا لأي طائفة بروتستانتية أخرى بدخول المقاطعة. وبالنسبة للمسؤولون اليابانيون فإن وجود العديد من الطوائف المختلفة لا يعمل بشكل جيد ويولد صعوبات، لذلك قرروا أنه من الأفضل الاعتراف في طائفة واحدة فقط لتجنب «مضاعفات التنوع الطائفي». في هذه البيئة المحمية، كانت الكنيسة المشيخية تنمو في جميع أنحاء تايوان وحققت تقدم كبير في مجال الإدارة الذاتية للكنائس المحلية. وبحلول عام 1920، تم إنشاء كنيسة مشيخية مستقلة إلى حد كبير يديرها التايوانيون المحليون، مما أدى أيضًا إلى تغيير وضع المبشرين الأجانب، الذين لم يعودوا قادة الكنيسة. وظهرت لاحقاً نقطة توتر ومنافسة بين المسيحيين والحكام اليابانيين الجدد حول التعليم، حيث أنشأ اليابانيون شبكة من المدارس الإجبارية الخاصة بهم على أرض الجزيرة من أجل تحقيق هدفهم في فرض الثقافة اليابانية على البلاد، لذلك قاموا بتدريس اللغة اليابانية والثقافة والدين الياباني، وسرعان ما أدرك المسيحيون أن المدارس اليابانية يمكن أن تدمر العمل الذي قاموا به بين التايوانيين. لذلك طوروا حركة مدارس الأحد كرد فعل مضاد. وفي النصف الثاني من الحكم الياباني، بدأ المجتمع المسيحي في التوسع وبدأ مجتمع بروتستانتي متعدد الطوائف في الظهور في تايوان.
في عام 1925 سمحت الحكومة اليابانية دخول البروتستانت الصينيون من الطائفة الخمسينية، أدى هذا على القضاء على 60 عاماً من الاحتكار المشيخي للمجتمع البروتستانتي، تلاه قدوم عدد آخر من الطوائف البروتستانتية. ومع ذلك، استمرت الكنيسة المشيخية في النمو على الرغم من تنافس الكنائس البروتستانتية، لأنها كانت متجذرة بالفعل في المجتمع التايواني وقدمت خدمات اجتماعية، مثل الرعاية الصحية وحتى التعليم العالي. وانجذبت الطبقة الوسطى الناشئة بشكل خاص إلى علم اللاهوت الإصلاحي العقلاني البروتستانتي. في منتصف الثلاثينيات من القرن العشرين، كانت القومية والعسكرة تنمو في الإمبراطورية اليابانية. لذلك، بدأ وضع الكنائس المسيحية في التدهور وعاشت قيوداً جديدة. كان يُنظر إلى الكنائس المسيحية على أنها تخضع لتأثيرات أجنبية ونُظر إليها بارتياب، حيث كانت الكنيسة المشيخية لا تزال على صلة وثيقة بالكنائس المشيخية في إنجلترا وكندا، ومع تصاعد التوترات أخيراً، اضطر جميع المبشرين الأجانب إلى مغادرة تايوان في عام 1940. خلال سنوات الحرب العالمية الثانية اعتبر اليابانيون الكنائس المسيحية تهديدًا لها وشككوا في تعاونهم مع الأمريكيين. لذلك بدأوا في إعادة تنظيم الكنائس والسيطرة عليها وتفكيكها. لكن إعادة الهيكلة هذه انتهت بشكل مفاجئ عندما خسر اليابانيون الحرب واضطروا إلى الاستسلام واضطروا إلى مغادرة أرض الجزيرة في أكتوبر عام 1945.

#### جمهورية الصين

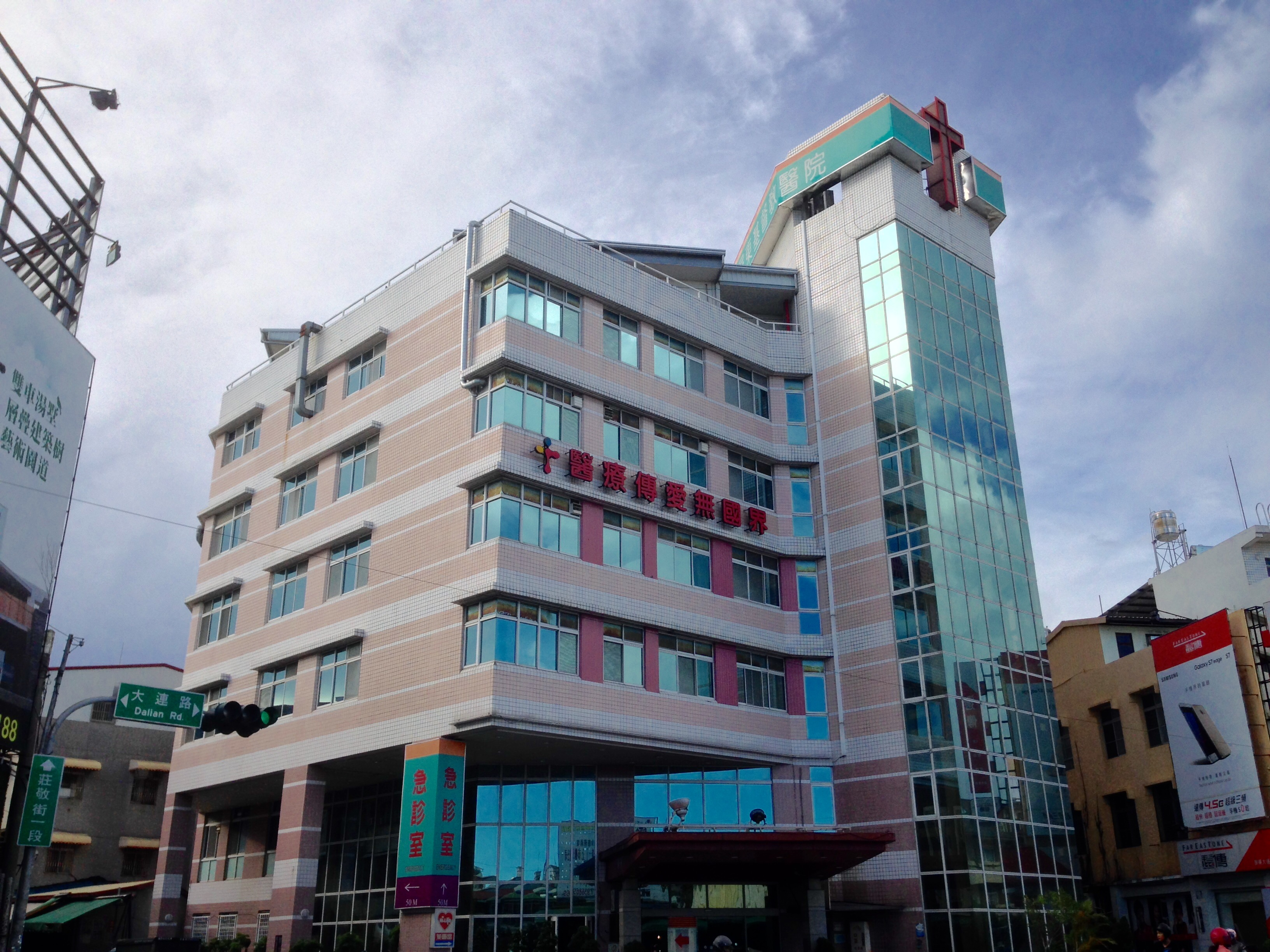
مستشفى مسيحي في مدينة بينغتونغ: لعبت المؤسسات الاجتماعية المسيحية دور بتطوير الخدمات الاجتماعية في تايوان.

أخذ تطوّر المسيحية في تايوان منعطفًا جديدًا بعد الحرب العالمية الثانية. بعد نقل الحكومة الصينية القومية لتايوان في عام 1949، حيث أنضم العديد من رجال الدين المسيحيين والمسيحيين كل من البروتستانت والكاثوليك إلى الحزب القومي الصيني. وكان العديد من الزعماء السياسيين في العصر الجمهوري من المسيحيون البروتستانت، بمن فيهم صن يات سين، وشيانج كاي شيك، وفنغ يوشيانغ، وانغ تشنغ تينغ. كان سون يات سين أول رئيس لجمهورية الصين ومؤسس الكومينتانغ، وفي جمهورية الصين الشعبية هو مؤسس جمهورية الصين الحديثة. وبكونه مؤسس الجمهورية، يطلق عليه في جمهورية الصين «أبو الأمة»؛ و«رائد الثورة الديمقراطية» في جمهورية الصين الشعبية. لعب سين دورًا محوريًا في الإطاحة بأسرة تشينج خلال السنوات العشر التي سبقت ثورة شينهاي. وقد شغل منصب الرئيس المؤقت لجمهورية الصين عند إنشاءها عام 1912. وفي وقت لاحق، أسس سين الكومينتانغ ورأسه من العام ذاته. ومال سون يات سين إلى المسيحية وأبلغ أخاه رغبته في التنصر وأصر على عقيدته وقام بالحصول على المعمودية وأنضوى في الكنيسة الأبرشانيَّة.
خلال الحرب العالمية الثانية، دُمرت الصين بسبب الحرب اليابانية الصينية الثانية واجهت الغزو الياباني والحرب الأهلية الصينية، والتي أدت إلى فصل تايوان عن الصين القاريَّة. في هذه الفترة، كانت للكنائس والمنظمات المسيحية الصينية أول تجربة لها مع الحكم الذاتي بعيداً عن الهياكل الغربيَّة للمنظمات الكنسية التبشيرية. يقترح بعض العلماء أن هذا ساعد في إرساء أُسس الطوائف والكنائس المستقلة لفترة ما بعد الحرب والتطور النهائي للحركة الوطنية الذاتية والكنيسة الوطنية الكاثوليكية. في الوقت نفسه، أعاقت فترة الحرب العالمية الثانية المكثفة إعادة بناء الكنائس وتطويرها. ومنذ عام 1942 يقيم الكرسي الرسولي علاقات دبلوماسية غير رسمية مع جمهورية الصين. وعلى الرغم من أن المسيحية هي دين أقلية في تايوان، إلا أنَّ هناك أربع من أصل سبع رؤساء لتايوان هم مسيحيين وهم شيانج كاي شيك، وتشيانغ تشينغ كو، وما يينغ جيو ولي تنغ هوي.

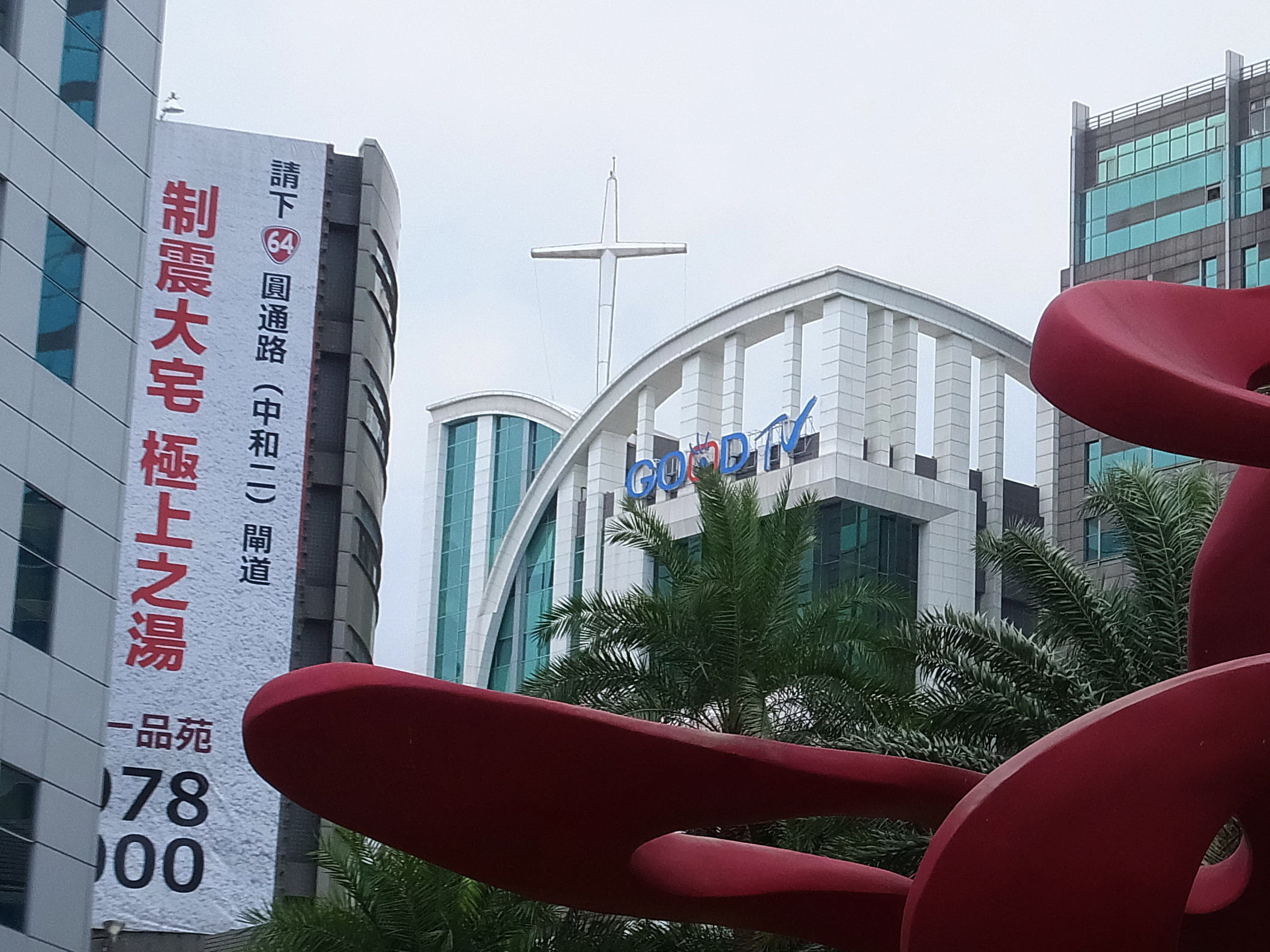
مقر قناة تلفزيونية مسيحيَّة في تايبيه الجديدة.

أدت التغيرات الاجتماعية والاقتصادية السريعة بين السنوات 1960 إلى 1987 إلى نهضة الأديان التقليدية، وظهرت علامات نمو طفيف في عدد السكان المسيحيين منذ التسعينيات من القرن العشرين. بحسب تقرير لجامعة سنغافورة للإدارة «يتحول المزيد والمزيد من الناس في جنوب شرق آسيا إلى المسيحية. ولكن هؤلاء المتحولين الجدد - ومعظمهم من الصينيين العرقيين - ينجذبون بشكل خاص إلى المسيحية الكاريزمية». ويشير التقرير إلى دراسة الباحثة جولييت كونينغ وهايدي داهلس من الجامعة الحرة بأمستردام حيث وفقاً لهم «هناك توسعاً سريعاً للمسيحية الكاريزمية منذ الثمانينات فصاعداً. ويقال إن سنغافورة والصين وهونغ كونغ وتايوان وإندونيسيا وماليزيا لديها أسرع المجتمعات المسيحية نمواً، وأن غالبية المؤمنين الجدد هم صاعدون متحركون، وحضريون، وشباب من الطبقة المتوسطة». وبحسب تيرينس تشونج من معهد دراسات جنوب شرق آسيا «تنمو حركة الخمسينية المستقلة بسرعة في جنوب شرق آسيا في العقود الأخيرة، مستفيدة من التوسع الأوسع في المسيحية الكاريزمية منذ الثمانينيات فصاعداً في سنغافورة وإندونيسيا وماليزيا، وكذلك في تايوان وكوريا الجنوبية».
بحسب دراسة مركز بيو للأبحاث عام 2010 حوالي 5.5% من السكان التايوانيين البالغ عددهم 23 مليون هم مسيحيين، وبالتالي تصل أعداد المسيحيين في تايوان إلى حوالي 1.2 مليون نسمة، وينتمي الغالبية الساحقة من المسيحيين إلى الطبقات العليا والوسطى من المجتمع، في حين تشكل نسبتهم بين الطبقات العاملة أقل من 0.5% وذلك على الرغم من أن الطبقات العاملة تُكّون 61.7% من السكان في تايوان. هناك حاليَا اثنين من القضايا الرئيسية المحيطة في حملات التايوانية الرئاسية، وهي الإنكماش الاقتصادي التايوانية والعلاقة مع الصين. مع الانتخابات الأخيرة في تايوان عام 2012، فتحت فرصة كبيرة لتبادل الإيمان المسيحي مع الصين القارية. ويعد الفاتيكان حليف تايوان الدبلوماسي الأوروبي الوحيد والتي تعتبرها الصين جزءاً لا يتجزأ من أراضيها في انتظار إعادة التوحيد.

## ديموغرافيا

### التعداد السكاني
يوضح الجدول الإحصائيات الرسمية حول الدين الصادرة عن إدارة الشؤون المدنية بوزارة الداخلية في عام 2005. تعترف الحكومة التايوانية بحوالي 26 طائفة دينية مختلفة في تايوان. القائمة التالية تستعرض نسب وأعداد الطوائف المسيحية عام 2005:
| الطائفة                                    | تعداد الأتباع | % من تعداد السكان | عدد الكنائس |
| ------------------------------------------ | ------------- | ----------------- | ----------- |
| البروتستانتية (基督新教)                   | 605,000       | 2.6%              | 3,609       |
| الكنيسة الرومانية الكاثوليكية (羅馬天主教) | 298,000       | 1.3%              | 1,151       |
| المورمونية (耶穌基督後期聖徒教會)          | 51,090        | 0.2%              | 54          |
| شهود يهوه (耶和華見證人)                   | 9,256         | < 0.1%            | 85          |
| مجمل أعداد المسيحيون                       | 963,346       | 3.9%              | 4,899       |

## الطوائف المسيحية

### البروتستانتية

#### الكنيسة المشيخية

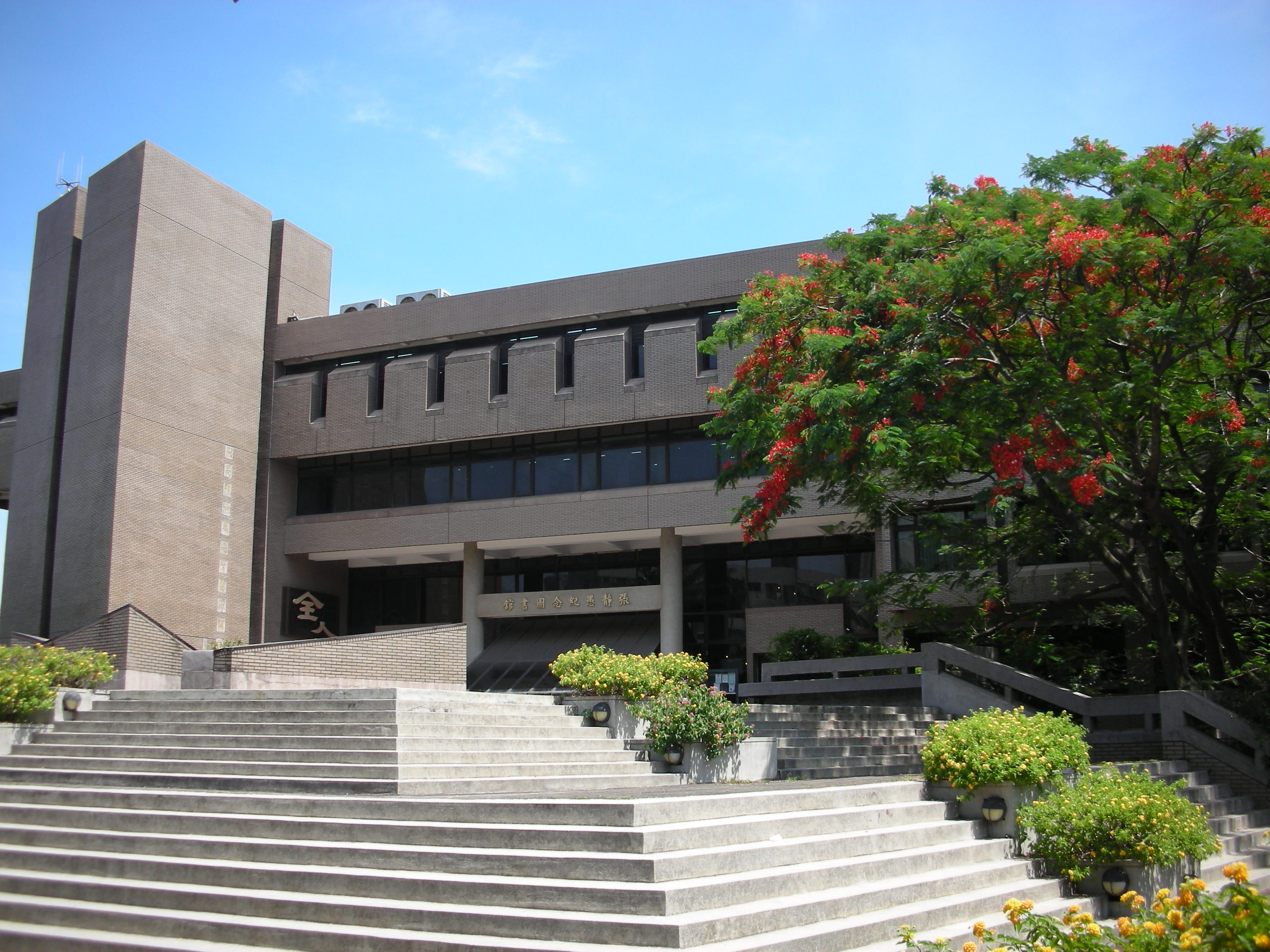
جامعة تشونغ يوان المسيحية في تايبيه.

وفقاً لتقديرات مركز بيو للأبحاث يشكل أتباع الكنائس البرتستانتية حوالي 4.1% من السكان أو 940,000 نسمة، وتدير الطوائف المسيحية 14 مستشفى وحوالي سبعة جامعات بروتستانتية. تُعد الكنيسة المشيخية واحدة من أبرز التجمعات والكنائس البروتستانتية في البلاد، وتلعب الكنيسة دور ثقافي وسياسي واجتماعي بارز في البلاد. ويتبع الكنيسة حوالي 238,372 عضو. ومنذ إنشاء الكنيسة المشيخية في تايوان، كان هناك حضور قوي يتمثل في العمل مع السكان الأصليين القبليين، وإرساء الرعاية الصحية، وبناء الجامعات وخدمة الطلاب الجامعيين والتعليم اللاهوتي. والتي كانت من أولويات الكنيسة المشيخية. حاليًا تملك الكنيسة المشيخية شبكة واسعة من المعاهد والمدارس والكليّات والمستشفيات.
بدأت أول بعثة بروتستانتية في عام 1865 مع وصول الطبيب جيمس ليدلاو ماكسويل وهو أول مبشر من الكنيسة المشيخية في جنوب تايوان ومن ثم في وقت لاحق مبشرين من الكنيسة الكندية المشيخية في الشمال في 1872. وتم إنشاء الكنيسة المشيخية من قبل الولايات المتحدة الأمريكية في عام 1949، وانضمت إلى هذه المجموعتين المشيختين معًا في خدمة السكان المحليين. ونشط المشيخيين تاريخيًا في تعزيز استخدام اللغة التايوانية المحلية، سواء خلال الفترة الإستعمارية اليابانية، وكذلك بعد نقل الحكم إلى جمهورية الصين، والتي حصرت استخدام ماندراين الصينية. كما كانت الكنيسة تاريخيًا مؤيدًا نشطًا لحقوق الإنسان والديمقراطية في تايوان، وهو التقليد الذي بدأ خلال الفترة الإستعمارية اليابانية. بشرت الكنيسة المشيخية بشكل كبير في بين السكان الأصليين منذ عقد 1930، حاليًا حوالي 30% من التايوانيين الأصليين ينتمون إلى الكنيسة المشيخية التايوانية. وقد شهدت الكنيسة أسرع نمو من عام 1955 إلى عام 1965 خلال حركة الكنيسة المزدوجة. منذ عام 1978 شاركت الكنيسة في جهود تبشيرية واسعة النطاق المعروفة باسم حركة عشرة واحد والتي تهدف إلى زيادة 10% من عضويتها سنويًا.

#### طوائف بروتستانتية أخرى
يعود وجود عدد من الطوائف البروتستانتية بما في ذلك الكنيسة المعمدانية والميثودية والأنجليكانية واللوثرية والأدفنتست في الجزيرة في أعقاب طرد المبشرين الأجانب من الصين، وانسحاب القوات الوطنية في تايوان عام 1949. وكانت الجمعية المعمدانية الصينية تخطط لإقامة بعثة في تايوان منذ عام 1936؛ ووصل أول مبشر لها في عام 1948، وازداد نشاطها خلال عقد 1950. وأقام المبشرين الميثوديين كنيسة في تايبيه في عام 1953. وبدأت الكنيسة اللوثرية التايوانية اجتماعها الأول في عام 1951، وحصلت على اعتراف رسمي في عام 1954. وأسس الأدفنتست الكليَّة السبتيَّة في عام 1951، ومستشفى تايوان السبتيين في عام 1955. كما أنشأت زمالة الكنائس المينوناتية في تايوان عدد من المشاريع الطبية والإغاثة العاملة بين السكان الأصليين التايوانيين منذ عام 1948.

### الكاثوليكية

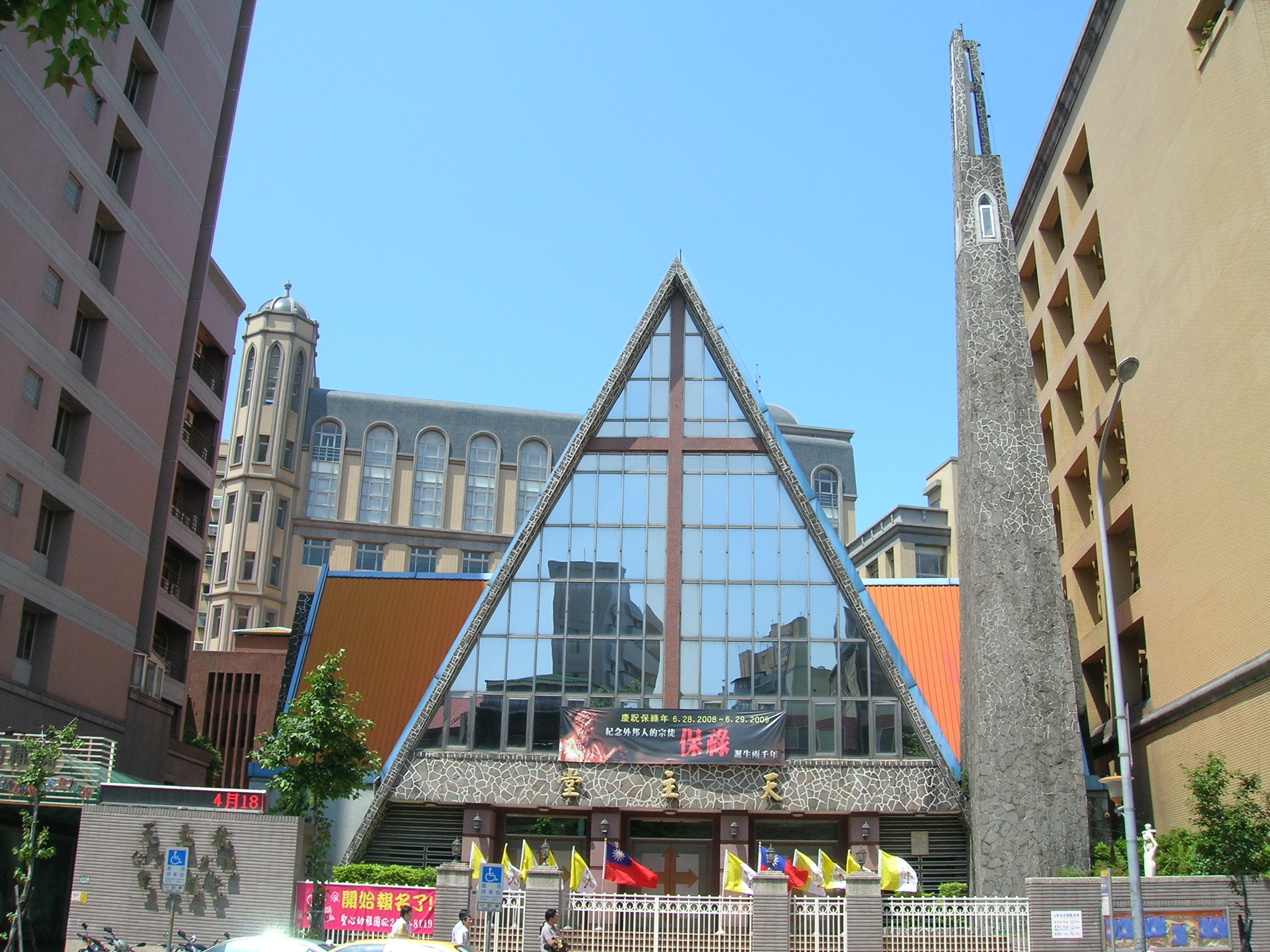
كاتدرائية الحبل بلا دنس في مدينة تايبيه.

الكنيسة الكاثوليكية الإيطالية هي جزء من الكنيسة الكاثوليكية العالمية في ظل القيادة الروحية للبابا في روما، وفقاً لتقديرات مركز بيو للأبحاث يشكل أتباع الكنائس البرتستانتية حوالي 1.4% من السكان أو 320,000 نسمة. ويتوزع كاثوليك البلاد على ثمانية أبرشيات. وتملك الكنيسة الرومانية الكاثوليكية عدد من المستشفيات ومدرسة كاثوليكية وأربع جامعات كاثوليكية وأبرزها جامعة فو جين الكاثوليكية. كانت تايوان جزءًا من البعثات التبشيرية منذ عام 1514، عندما تم إدراجها ضمن أبرشية فونشال البرتغاليَّة. في عام 1576، تم تأسيس أول أبرشية صينية في ماكاو، والتي كانت تغطي معظم أراضي الصين القاريَّة بما في ذلك تايوان. وتم تقسيم الأبرشية عدة مرات من القرن السادس عشر حتى القرن التاسع عشر. في الترتيب الزمني، كانت تايوان تنتمي إلى أبرشيات نانكينغ (1660)، وفوكين (1696) وأموي (1883). في عام 1913، أنشئت النيابة الرسولية لجزيرة فورموزا، وجرى فصلها عن أبرشية أموي، وتم تغيير اسمها إلى كاوشيونغ في عام 1949.
قبل نهاية الحرب العالمية الثانية، كان للكنيسة الكاثوليكية وجود بسيط في تايوان، ومقرها أساسًا في جنوب الجزيرة وتركزت على الرهبان الدومينيكان الإسبان الذين وصلوا من الفلبين في ستينيات القرن التاسع عشر. لكن شهدت السنوات التالية هجرة جماعية من الطوائف الدينية من الصين القاريَّة عندما بدأ الاضطهاد الشيوعي حيز التنفيذ. ونتيجة لذلك، فإن الكنيسة الكاثوليكية لديها العديد من المهاجرين الناطقين بلغة ماندراين الصينية في فترة ما بعد الحرب، وهي ممثلة تمثيلاً أقل بين التايوانيين الأصليين. ومنذ عام 1952، تمركز المعهد البابوي الدولي للصين في تايوان، ويشكل الآن واحدة من آخر العلاقات الدبلوماسية الرسمية الهامة لجمهورية الصين الشعبية.

### الأرثوذكسية
وفقاً لتقديرات مركز بيو للأبحاث يشكل أتباع الكنائس الأرثوذكسية الشرقية أقل من 1% من السكان، أو أقل من 10,000 نسمة. يمكن تقسيم تاريخ الكنيسة الأرثوذكسية الشرقية في تايوان إلى ثلاث مراحل متميزة. الأولى خلال فترة الحكم الياباني (1895-1945)، عندما وصل المؤمنون الأوائل إلى الجزيرة من اليابان، والتمسوا من كنيسة القديس نيقولا في اليابان لإرسال كهنة لخدمتهم. وتأسست أبرشية تايوان، التي سميت باسم المسيح المخلص في عام 1901. وبدأت الفترة الثانية في عام 1949 مع وصول حوالي خمسة الآلاف مهاجر روسي هربوا من الحرب الأهلية الصينية. وقد تأسست كنيسة بيت القديس يوحنا المعمدان في الجزيرة، وزارها كبار الشخصيات الأرثوذكسية. في ذروته، بلغ هذا المجتمع مائة أو مائتي مؤمن، وتختلف المصادر حول ما إذا كان هؤلاء المؤمنين الروس كان لهم أي اتصال مع اليابانيين خلال الفترة السابقة. وبدأت الفترة الثالثة عندما أنشئت الكنيسة الأرثوذكسية لهونغ كونغ وجنوب شرق آسيا (بالكانتونيَّة: 正 教会 普世 宗 主教 圣 统 香港 及 东南亚 都 主教 教区) في نوفمبر من عام 1996 بقرار من المجمع المقدس الكبير في القسطنطينية. وهي الآن تحت ولاية للبطريركية القسطنطينية المسكونية. والتي ضمت في حدودها الجزيرة. وتضم البلاد جالية أرثوذكسية تتكون من من الروس والأوروبين الشرقيين، فضلا عن المتحولين الصينيين والغربيين والذي ارتفع عددهم إلى أكثر من مائة في عيد الميلاد وعيد القيامة.

## الحضور في المجتمع

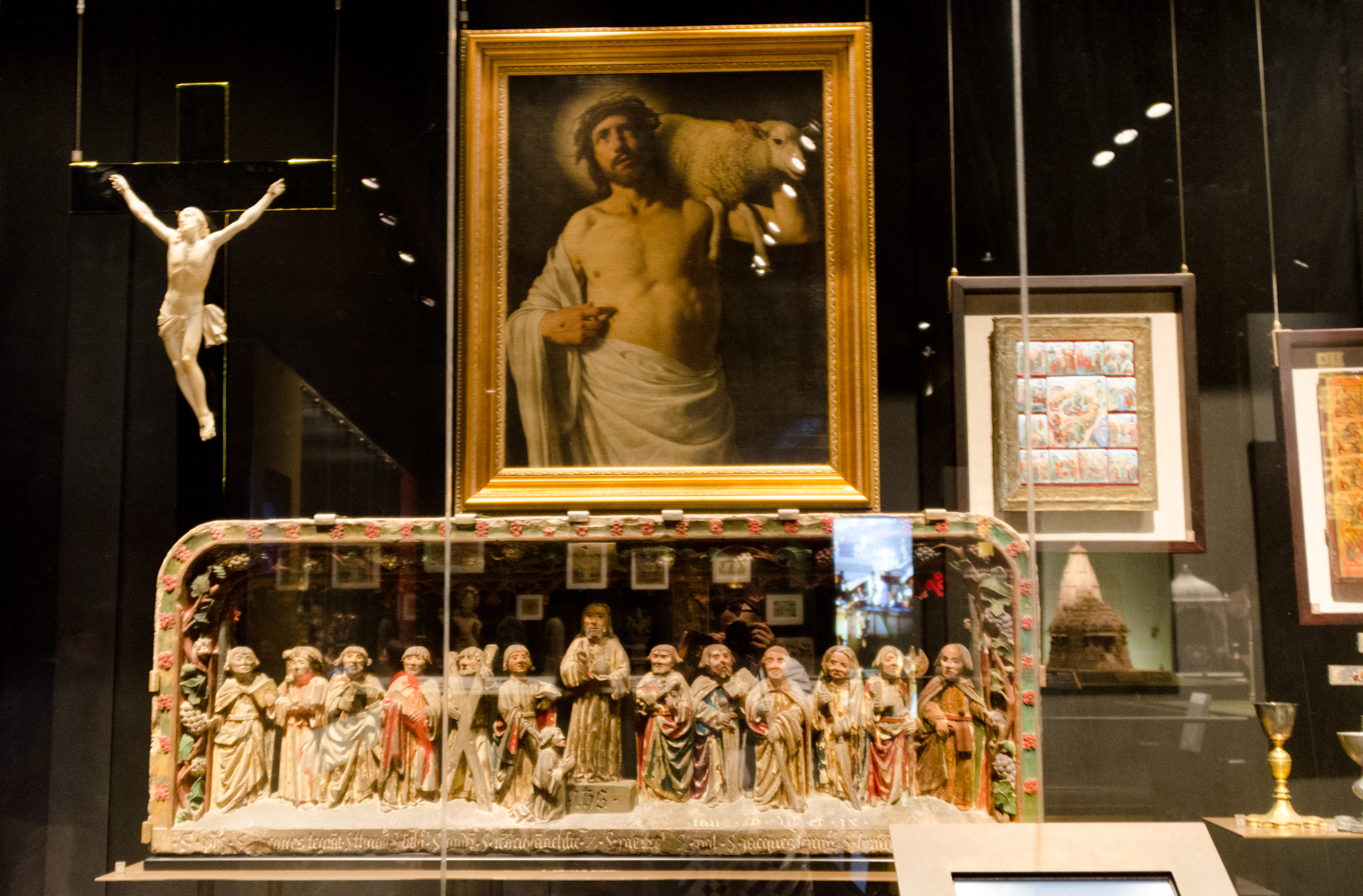
قسم المسيحية في متحف الأديان العالمية في تايبيه الجديدة.

وفقاً لتقديرات مركز بيو للأبحاث عام 2020 حوالي 5.8% من السكان يمارسون الديانة المسيحية في جمهورية الصين، لكن المسيحيين كان لهم تأثير كبير في التنمية الاجتماعية والتاريخ السياسي في تايوان. وينتمي الغالبية الساحقة من المسيحيين إلى الطبقات العليا والوسطى من المجتمع، في حين تشكل نسبتهم بين الطبقات العاملة أقل من 0.5% وذلك على الرغم من أن الطبقات العاملة تُكّون 61.7% من السكان في تايوان. وفقاً لدراسة تعود إلى عام 1999 عن المواقف تجاه الثقافة الغربية والمسيحية؛ يوضح تحليل للكتب المدرسية أن المسيحية تصور للطلاب على أنها أساس في تاريخ وتطور العالم الغربي، وبحسب الكتب المدرسية لا توفر المسيحية للغرب فقط الأساس الأخلاقي والفلسفي منذ العصور الوسطى ولكن أيضاً العناصر الثقافية في تطور الحضارة الحديثة، وتشير أيضاً إلى دور المسيحية في جلب العلوم والطرق التعليمية الجديدة للصين من خلال مبشريها. بالرغم من ذلك لا تتحدث الكتب المدرسية كثيرًا عن المسيحية كإيمان أو كمؤسسة، لكنها تصور المسيحية بشكل عام في ضوء إيجابي. وبحسب الدراسة أجاب 58.3% من أفراج العينة أنه ليس لديهم أقارب أو أصدقاء مسيحيون، بالمقابل قال 19.6% من المستجيبين أن لديهم صديقان أو قريبان مسيحيان، وقال 11.2% أنَّ لديهم أقل من عشرة أصدقاء أو أقارب مسيحيين، وقال 10.9% أن لديهم أكثر من عشرة أصدقاء أو أقارب مسيحيين. كما وأظهرت نتيجة الاستطلاع أن معظم الناس في تايوان يعتقدون أن الديانة المسيحية لديها مساهمة إيجابية كبيرة في مجال الخدمات الطبية، حيث قال 30.0% من المستجيبين أنهم يعتقدون أن مساهمة الديانة المسيحية في هذا المجال كبيرة إلى حد ما وقال 35.8% يعتقدون أن المساهمة كبيرة جدًا. وفقط حوالي 21% يعتقدون أن مساهمة الديانة المسيحية في هذا المجال صغيرة نوعًا ما أو صغيرة جدًا. ويعتقد 46.7% من من المستجيبين أن مساهمة الديانة المسيحية في مجال التعليم كبيرة إلى حد ما أو كبيرة جداً، بالمقارنة مع 37.6% يقولون مساهمة الديانة المسيحية في هذا المجال صغيرة نوعًا ما أو صغيرة جدًا.

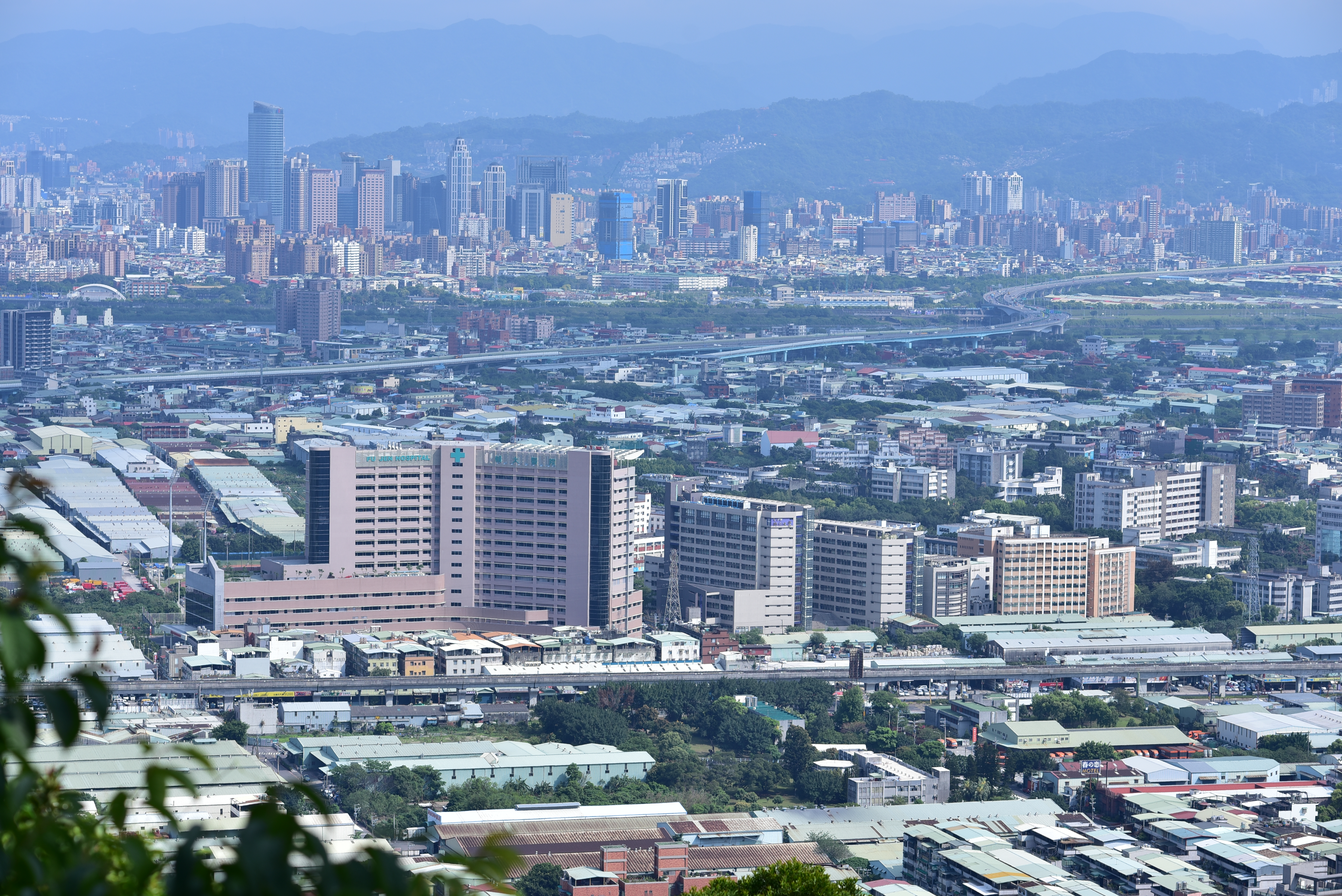
المستشفى الطبي لجامعة فو جين الكاثوليكية.

على الرغم من وضع البروتستانت كأقلية حيث يشكلون حوالي 4.1% من السكان، كان العديد من قادة الكومينتانغ السياسيين الأوائل لجمهورية الصين من المسيحيين البروتستانت، بما في ذلك سون يات سين الذي كان ينتمي إلى الكنيسة الأبرشانيَّة، وشيانج كاي شيك وتشيانغ تشينغ كو والذين كانوا ينتمون إلى الكنيسة الميثودية، ولي تنغ هوي الذي كان عضو في الكنيسة المشيخية. للكنائس البروتستانتيَّة تأثير كبير على المجتمع في تايوان، حيث كانت الكنيسة المشيخية في تايوان داعماً رئيسياً لحقوق الإنسان والحزب الديمقراطي التقدمي من عقد 1980، ويُشكّل أعضاؤها حوالي ثلث مجموع البروتستانت التايوانيين، وتبرز بين الطوائف البروتستانتية الأخرى لموقفها الاستباقي بخصوص ديمقراطية تايوان. ويهتم المشيخيون بالعمل الإجتماعي بين الطبقات الدنيا في تايوان وكانوا من المدافعين تاريخياً عن أولئك الذين كانوا مضطهدين، وعلى الأخص خلال فترة الإرهاب الأبيض تحت حكم الكومينتانغ، حتى رفع الأحكام العرفية في عام 1987. حيث سُجن منتقدو الحكومة، وصودرت الأناجيل وكتب الترانيم
وتم حظر الكنيسة المشيخية وأخبار كنيسة تايوان الخاصة بهم. وكانت الكنيسة حاضنة فعالة للنشاط المؤيد للديمقراطية في السبعينيات من القرن العشرين. ولدى البروتستانت في تايوان ميزة نسبية عبر المطبوعات والتدريب والخبرة والبرمجة والشبكات العالمية والموارد المالية، ويقدمون الدعم
والإمدادات للكنيسة في الصين، وتتمتع تايوان بميزة «القوة الناعمة» على البروتستانت في الصين.
يشكل أتباع الكنيسة الرومانية الكاثوليكية حوالي 1.4% فقط من تعداد السكان المتدينين في تايوان، لكنهم يمارسون تأثير غير متناسب لأنهم يديرون حوالي نصف مؤسسات الخدمة الاجتماعية في الجزيرة. ويقيم ثلثهم في تايبيه، وينقسم إجمالي أعضاء الكنيسة بين مؤيدي حزب الكومينتانغ وداعمي الحزب الديمقراطي التقدمي. ومع ذلك، لأن رئيس الأساقفة جون هونغ شان شوان من تايبيه أصبحت الكنيسة الكاثوليكيَّة الآن أكثر صراحة في مسائل مثل ظروف العمال المهاجرين والبيئة. وتتم طباعة جميع الكتب التشريعية الكنسية والأناجيل والكتب المقدسة الأخرى في تايوان وهونغ كونغ قبل توزيعها في الصين.

## معرض الصور

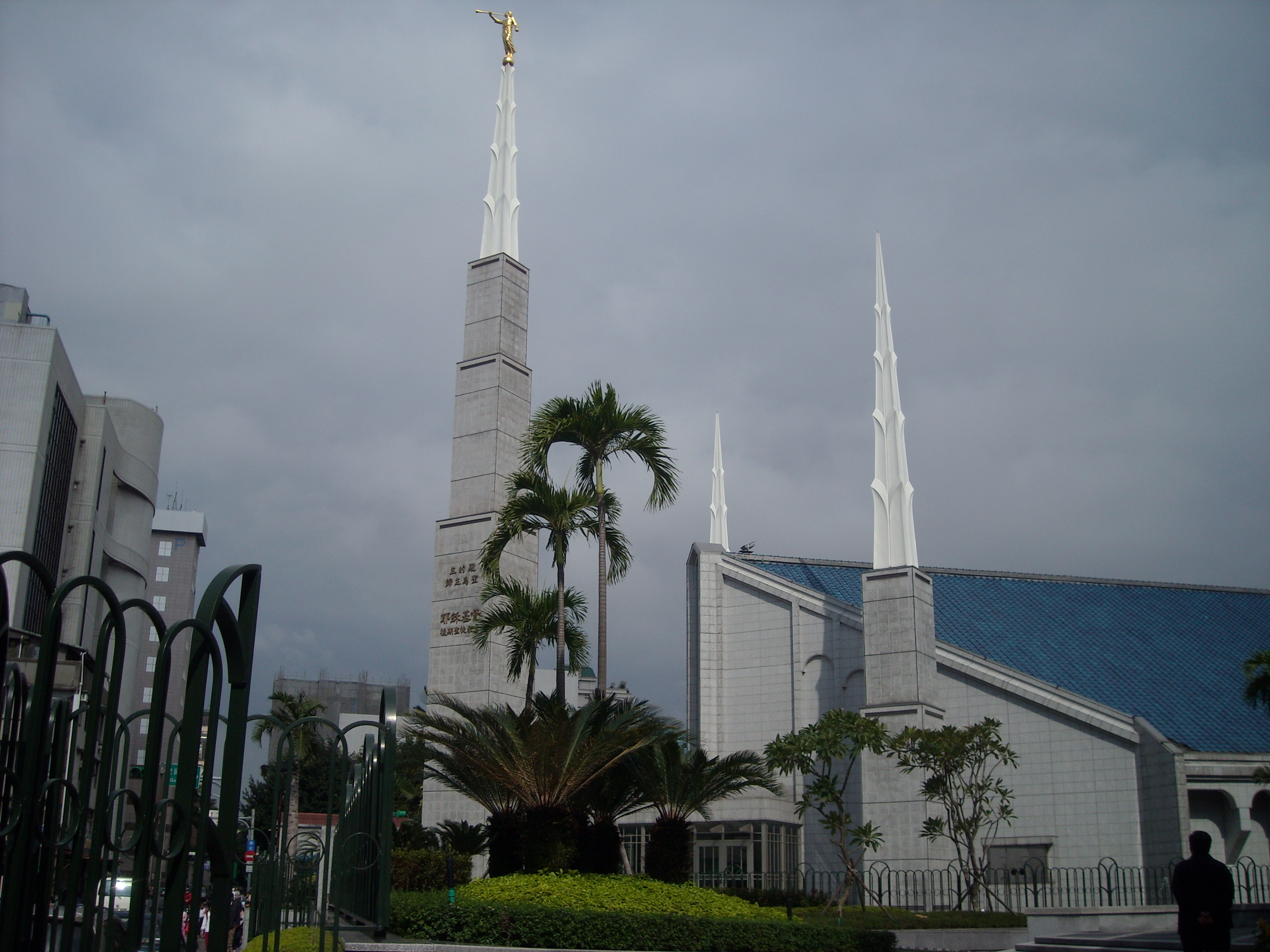
معبد تايبيه المورمونيّ في تايبيه
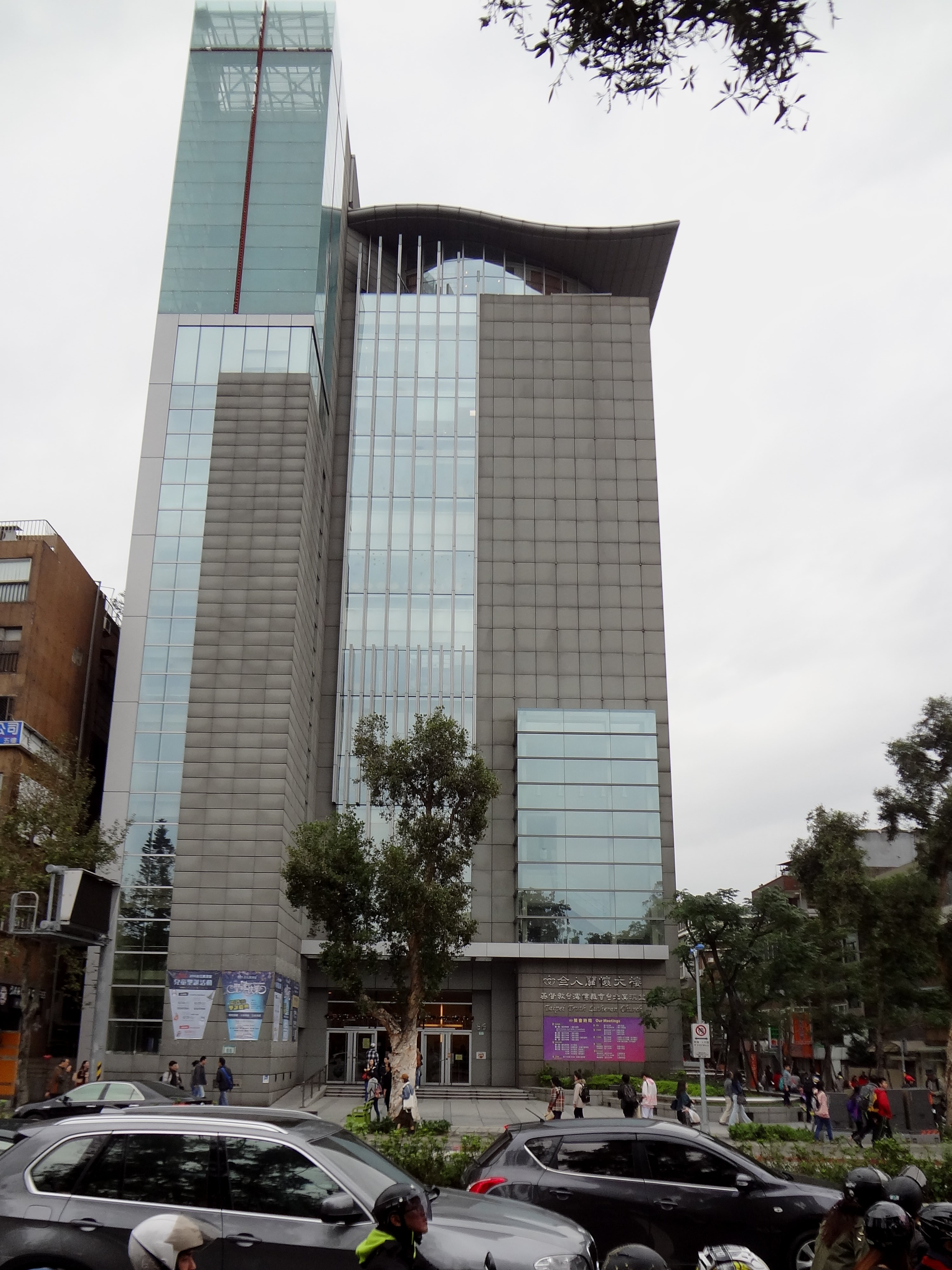
الكنيسة اللوثرية في تايبيه
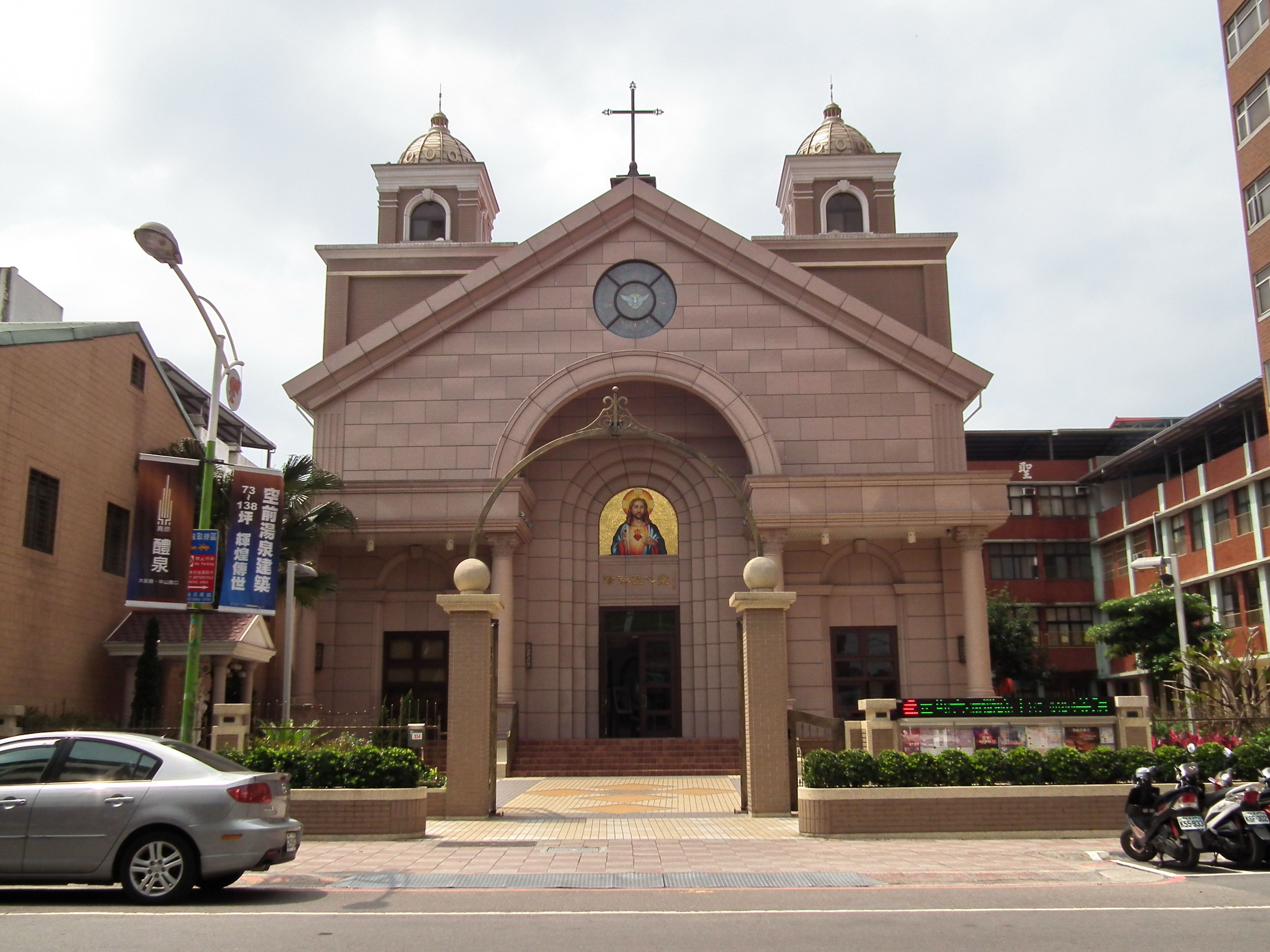
كنيسة القلب الأقدس الكاثوليكيَّة في تايبيه
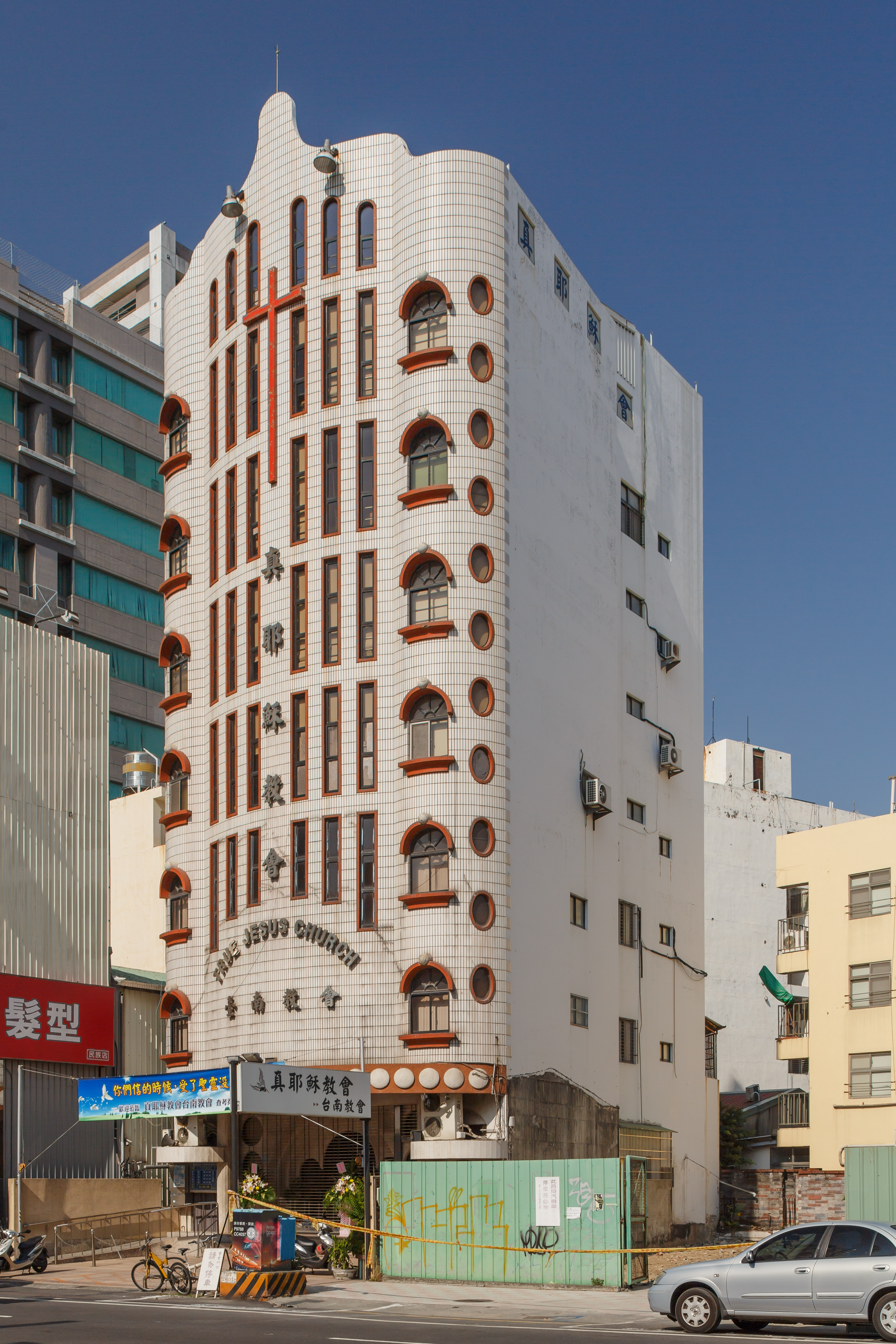
كنيسة تاينان السبتيَّة في تاينان
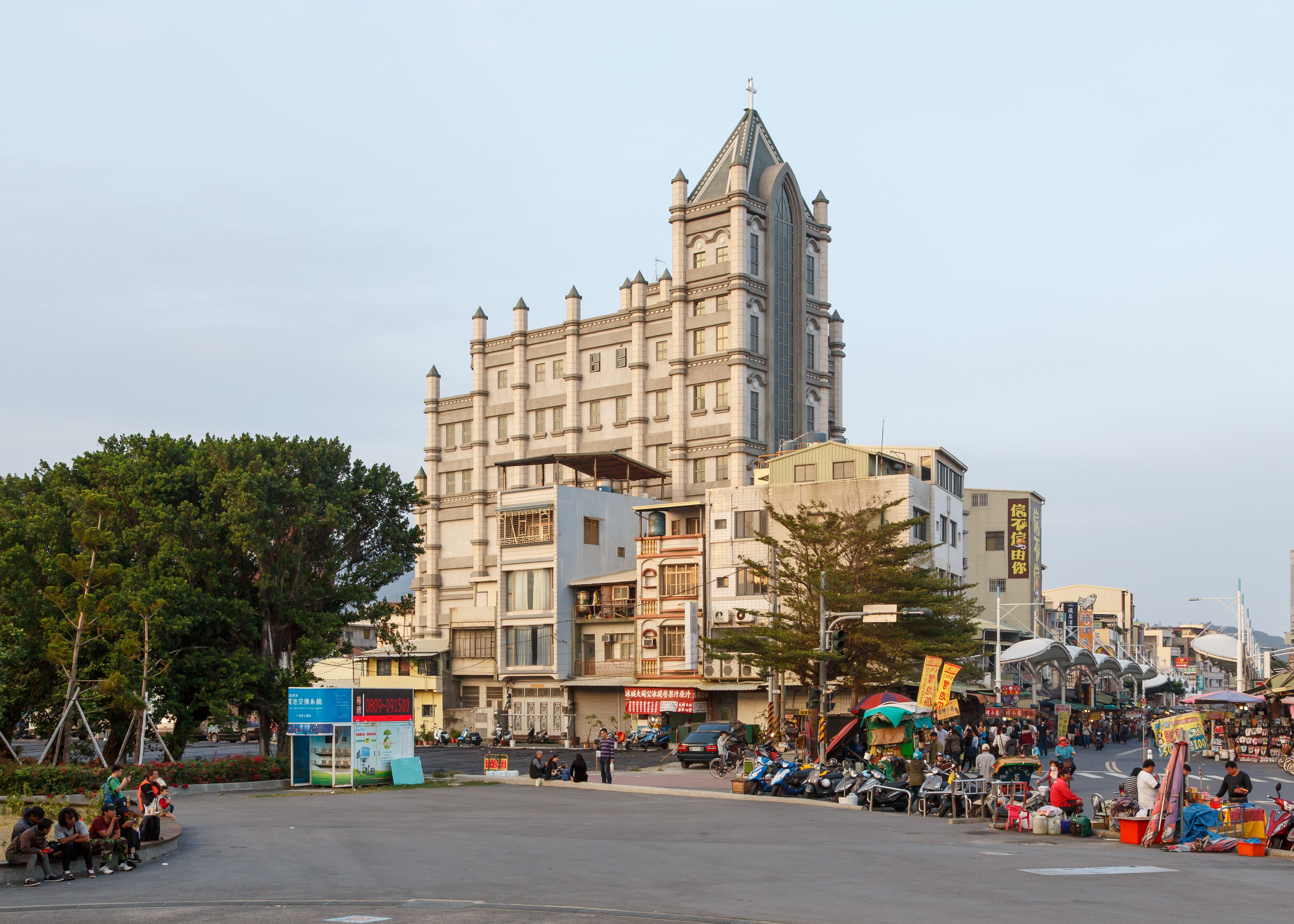
كنيسة ساهاو المشيخيَّة في كاوهسيونغ